# Eduard-Bilz-Straße
Die Eduard-Bilz-Straße ist eine 1,25 Kilometer lange Innerortsstraße in der sächsischen Stadt Radebeul, in den Stadtteilen Alt-Radebeul, Serkowitz und Oberlößnitz. Sie ist Teil einer Altstraße, des bereits im 16. Jahrhundert dokumentierten Straken, der als Berggasse den Lößnitzhang überwindet und somit den nord-südlichen Verkehr zwischen dem Elbtal und dem Moritzburger Hochland auf der Lausitzer Platte ermöglichte.

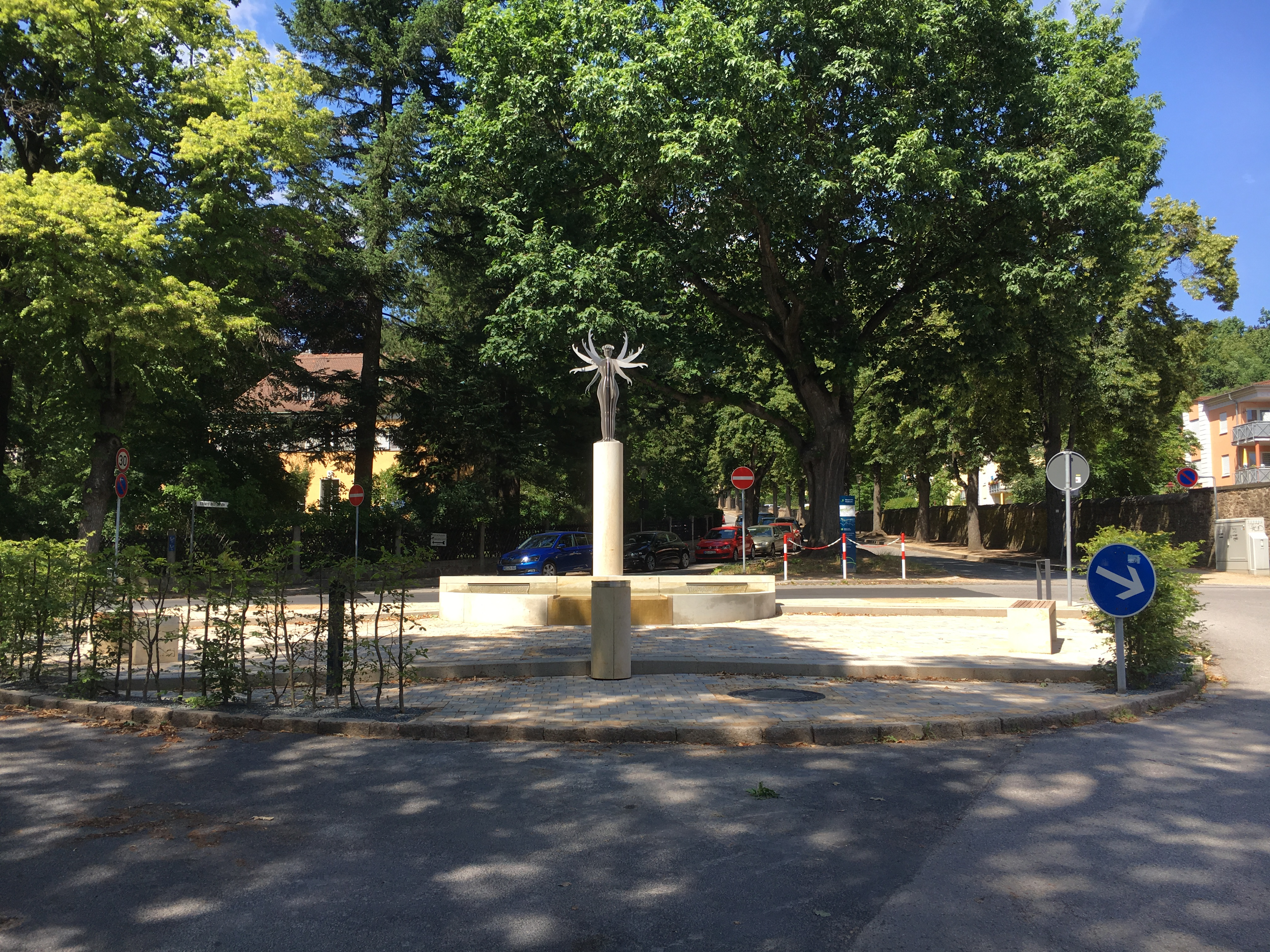
Eduard-Bilz-Platz mit der Nymphe (2017), Blick nach Norden ins Denkmalschutzgebiet, links Haus Schädler (Nr. 54)

Der nördliche Teil der Straße ab dem Eduard-Bilz-Platz (dem ehemaligen Königsplatz) sowie Haus Schädler (Nr. 54) liegt innerhalb des Denkmalschutzgebiets Historische Weinberglandschaft Radebeul.

## Ortslage

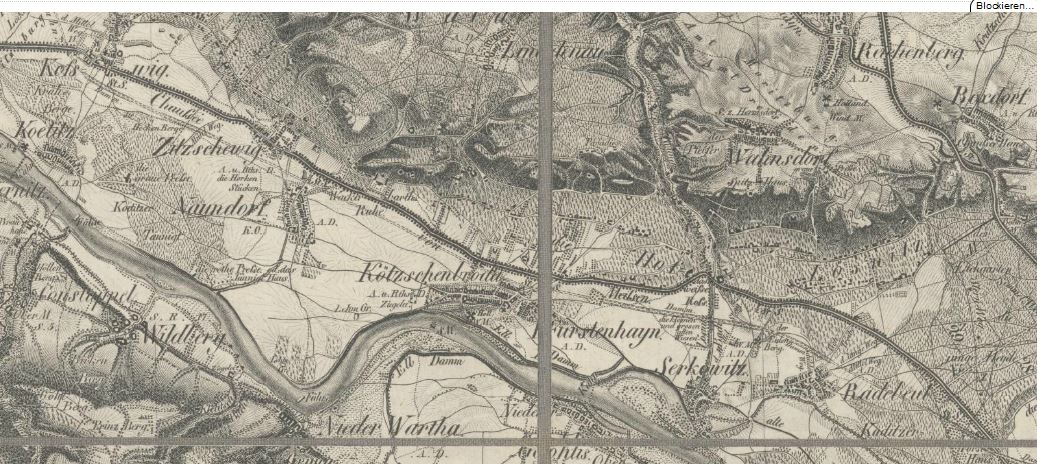
Chaussee nach Meißen, Ausschnitt aus einer Karte (1857). Rechts führt vom Dorfkern von Radebeul nach Norden der Verbindungsweg über den Steilanstieg auf das „r“ von Wahnsdorf zu

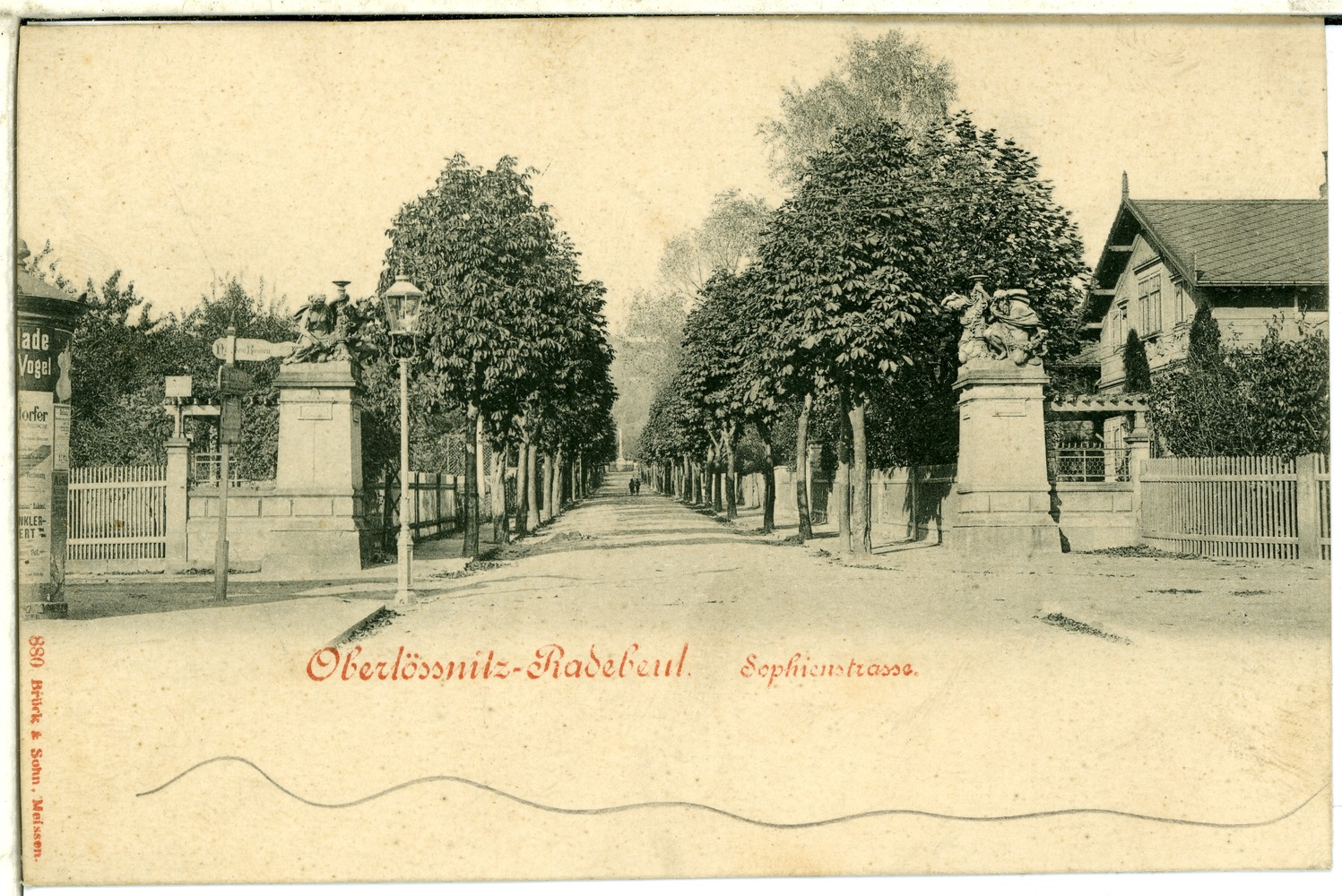
Sophienstraße mit der Figurengruppe (1898), Blick nach Norden zur Siegessäule, rechts der Sophienhof (Nr. 21)

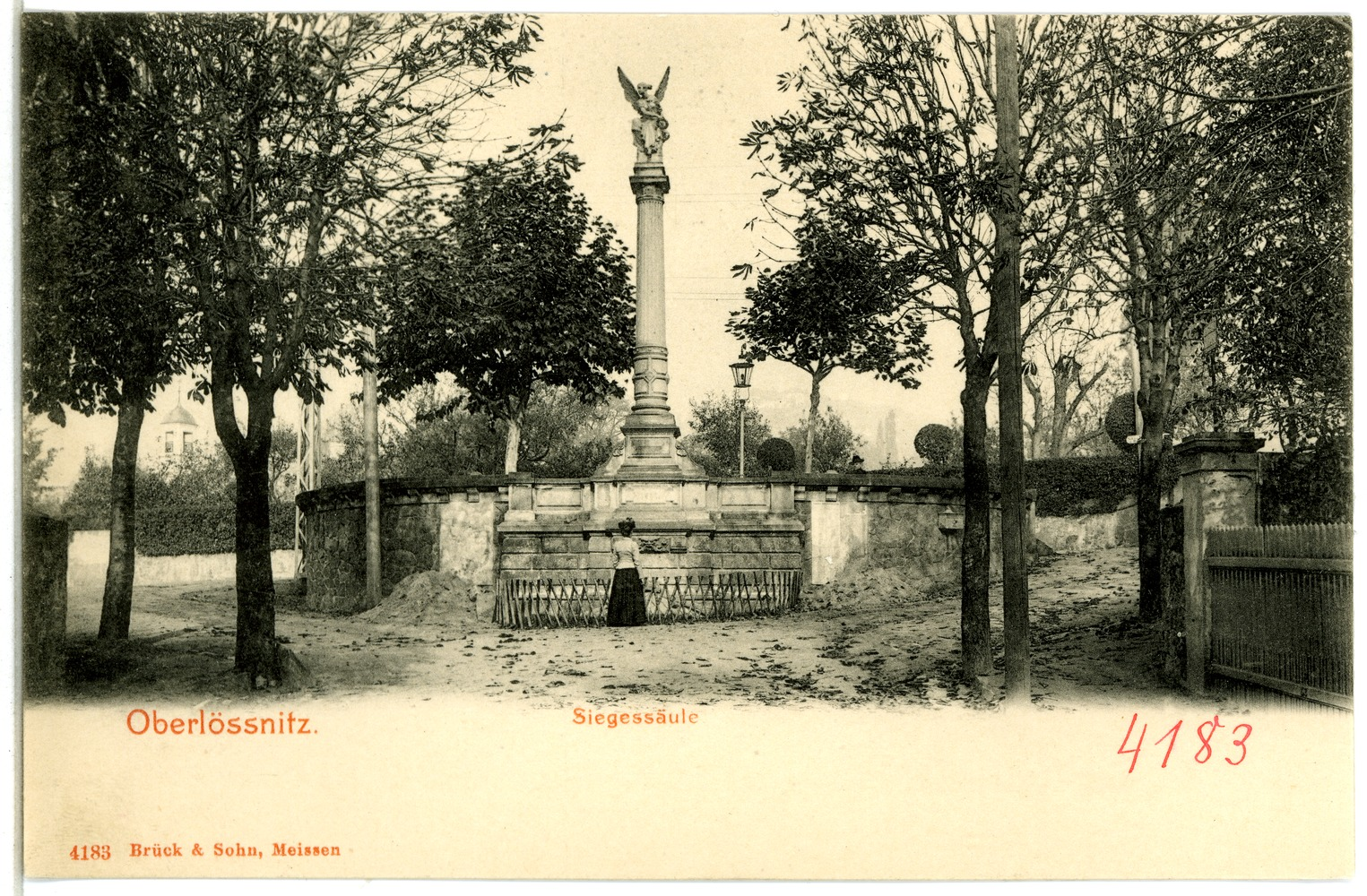
Schmuckplatz (heute Eduard-Bilz-Platz) mit einer Siegessäule (1903)

Die Eduard-Bilz-Straße beginnt südlich der Meißner Straße an der vorstädtisch bebauten Hauptstraße, wo sie durch einen Springbrunnen geschmückt wird. Nach Überquerung der Meißner Straße verläuft die Grenzstraße zwischen den Stadtteilen Radebeul und Serkowitz zur westlichen Seite des Alvslebenplatzes, wo sie am nördlichen Ende nach Kreuzung der Nizzastraße zwischen den denkmalgeschützten Figurengruppen am Sophienhof hindurch in das Villenquartier Oberlößnitz wechselt. 
Die von den Gebrüdern Ziller angelegte Villenstraße verläuft zum Eduard-Bilz-Platz (dem ehemaligen Königsplatz), wo sie den Augustusweg kreuzt und in das Denkmalschutzgebiet Historische Weinberglandschaft Radebeul eintritt. Die dort liegenden neubebauten Flächen auf der Ostseite waren der Weingarten von Haus Albertsberg, die um 1900 und später bebauten Grundstücksparzellen auf der Westseite (links bis zur Weinbergstraße) gehörten ursprünglich als Weingarten zu Haus Sorgenfrei. Dort stand bis Anfang des 20. Jahrhunderts der dann abgebaute und nach Dresden verbrachte Drachentempel.
Oberhalb der Weinbergstraße befinden sich westlich die Gartenanlage und der Weinberg des ehemaligen Weinguts Hofmannsberg. Gegenüber auf der östlichen Bergseite oberhalb der Bauten des ehemaligen Bilz-Sanatoriums erstreckt sich die Kulturdenkmal-Sachgesamtheit sowie das Werk der Landschafts- und Gartengestaltung Bilz-Sanatorium mit dem Weinberg Albertsberg und bekrönt durch den ruinösen Mäuseturm. Teile dieser Grünflächen am oberen östlichen Hang sowie kleine Landschaftsteile westlich des Strakens gehören zum 115 Hektar großen Fauna-Flora-Habitat-Gebiet Lößnitzgrund und Lößnitzhänge (Natura-2000-Gebiet, EU-Meldenr.: DE4847304, Landesinterne Nr.: 159); diese „westexponierten Hangbereiche am Bilzturm“ bilden die Teilfläche 3 („Oberlößnitz–West“). Diese Teilfläche 3 gehört außerdem zum ehemals separaten Landschaftsschutzgebiet Lößnitz, heute Teil des Schutzgebiets Friedewald, Moritzburger Teichgebiet und Lößnitz.
Bergan geht die Eduard-Bilz-Straße in den Straken über, der auch als oberer Wasserleiter des historischen Strakener Quellsystems fungiert. Diese Wasser wurden spätestens im 17. Jahrhundert gefasst und östlich der Straße auf dem Grund des späteren Bilz-Sanatoriums gesammelt, um als so genannte Straken-Wasserleitung per hölzerner Röhrleitung quer nach Westen bis zur Hoflößnitz geleitet zu werden.
Die Straße fängt an der Hauptstraße etwa auf der Höhe von 120 m ü. NHN an und verläuft auf den ersten 500 Metern nahezu eben bis zum Alvslebenplatz mit 128 m Höhe. Das 340 Meter lange Teilstück der ehemaligen Sophienstraße bis zum Eduard-Bilz-Platz steigt auf rund 142 m, die Einmündung der Weinbergstraße liegt auf rund 160 m Höhe. Auf dem letzten steilen Teilstück von einem Viertelkilometer neben dem ehemaligen Bilzsanatorium bis zum Beginn des heutigen Strakens mit dem nach links abgehenden Abzweig des Hohlwegs steigt der Straßenverlauf auf 177 m ü. NHN Höhe.

## Bebauung

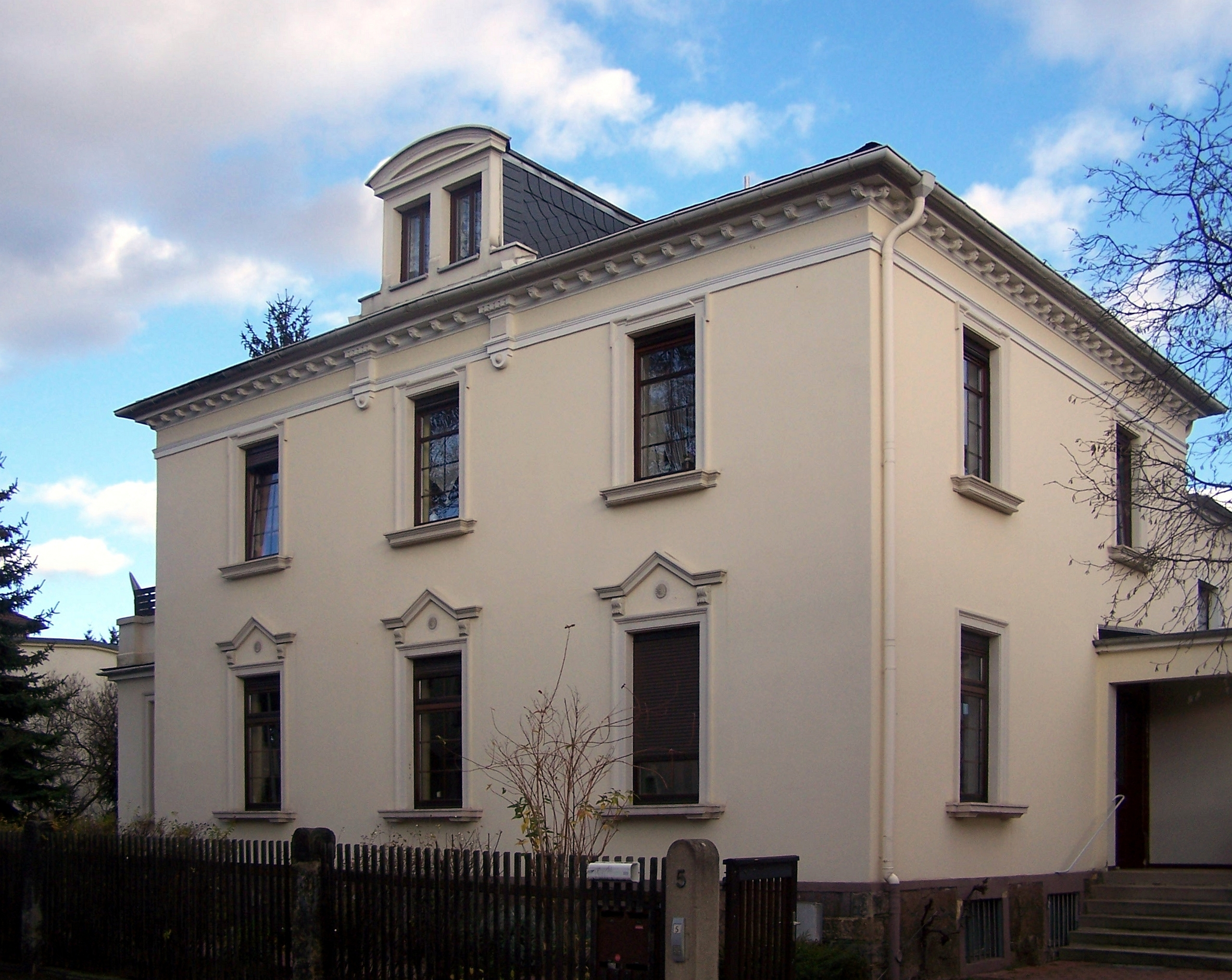
Villenartige Eduard-Bilz-Straße 5

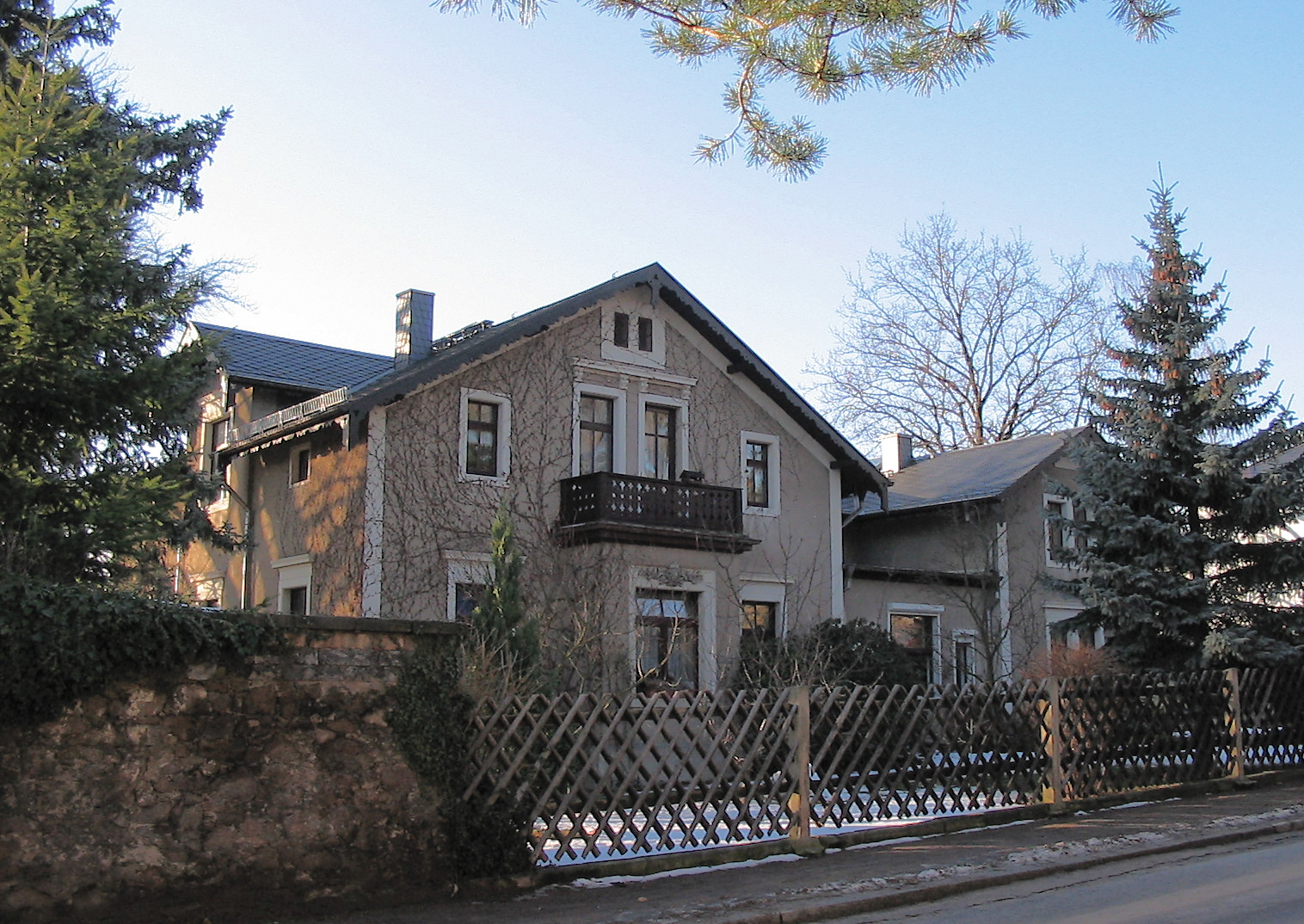
Landhausartige Eduard-Bilz-Straße 34

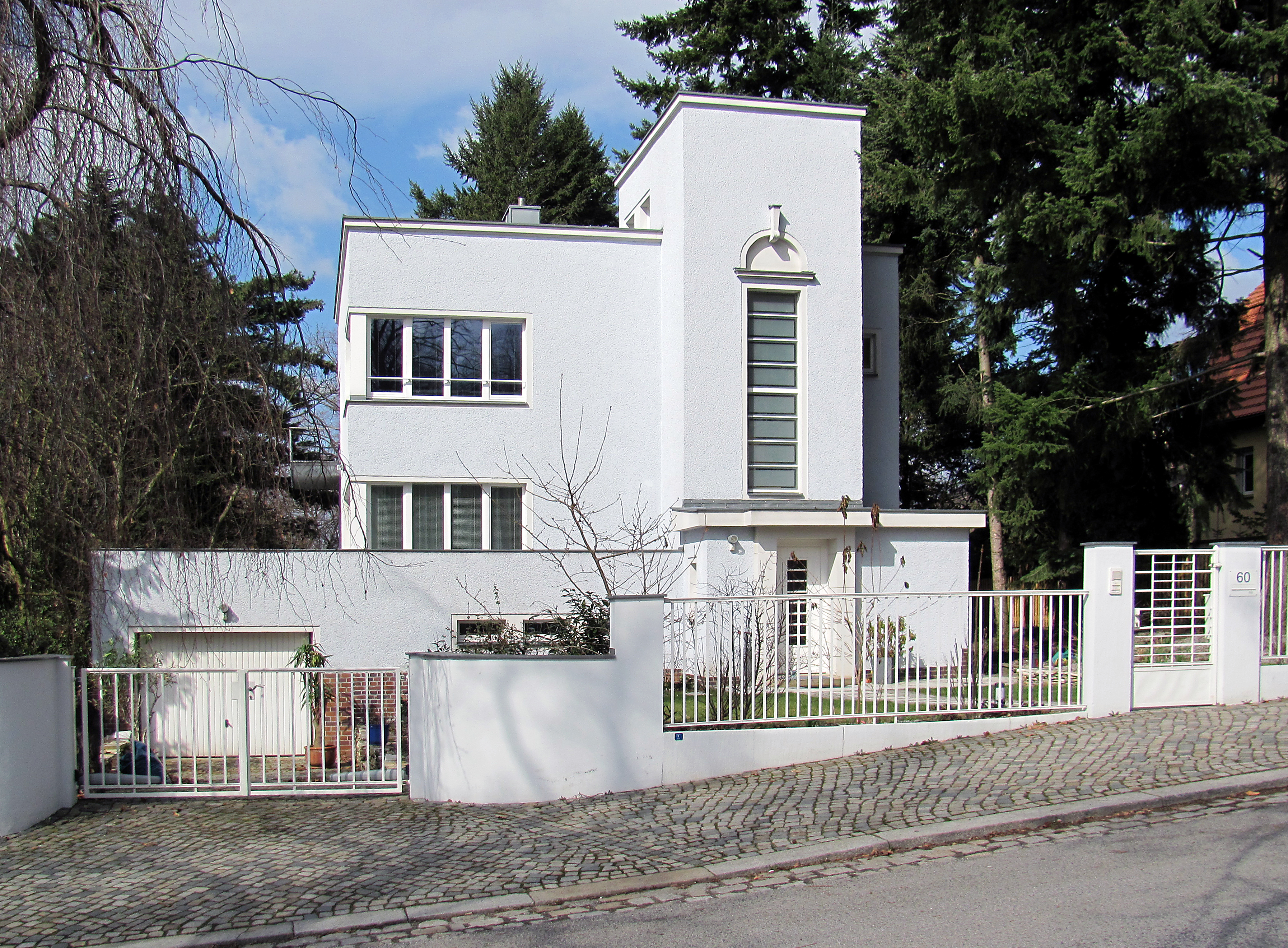
Eduard-Bilz-Straße 60: seltene Städtische Villa im Stil der Moderne (1932) auf Radebeuler Gebiet

Die Bebauung besteht hauptsächlich aus einzelstehenden Wohngebäuden auf Gartengrundstücken. Zu DDR-Zeiten war die gesamte ehemalige Sophienstraße als durch die Baumeister Gebrüder Ziller geschaffenes Straßenensemble Eduard-Bilz-Straße zwischen Nizzastraße und Augustusweg denkmalgeschützt. Sie erstreckte sich von der Nummer 21 (Sophienhof) bis zur Nummer 46 (Villa Sonnenhof).
Rund 30 der an der Eduard-Bilz-Straße liegenden Gebäude stehen (teilweise inklusive ihrer Gärten sowie der Einfriedungen an der Straße) unter Denkmalschutz und sind daher in der Liste der Kulturdenkmale in Radebeul (Gemarkung), Liste der Kulturdenkmale in Radebeul-Serkowitz und Liste der Kulturdenkmale in Radebeul-Oberlößnitz aufgeführt, dazu kommen noch mehrere Eckgebäude mit Adressen der kreuzenden Straßen:
- Alt-Radebeul: Hauptstraße 20, Nr. 1, Nr. 3, Nr. 5, Nr. 8, Meißner Straße 96 (mit einer Grotte unter dem Baum an der Grundstücksecke), Nr. 9, Nr. 18, Nr. 20/20a
- Serkowitz: Nr. 28
- Oberlößnitz: Figurengruppen am Sophienhof,[1] Sophienhof (Nr. 21), Nr. 23, Nr. 27, Nr. 31, Nr. 33, Nr. 34, Nr. 35,[2] Nr. 36, Haus Rudell (heute Haus Meyh, Nr. 37), Villa Falkenstein (Nr. 44),[1][3] Villa Sonnenhof (Nr. 46),[4] Haus Albertsberg (Nrn. 49, 49c/d), Bilz-Sanatorium (Nrn. 53, 55, 55a, 55b, 57),[1] Haus Schädler (Nr. 54), Haus Schönherr (Nr. 60),[1] Nr. 62, Garten und Weinberg der Weinbergstraße 48/48a

Mehrere der Bauwerke in Oberlößnitz werden im Dehio-Handbuch von 1996 beispielhaft erwähnt, insbesondere auch die beiden Figurengruppen am Sophienhof, die den Eingang in die ehemalige Sophienstraße markieren.
Haus Albertsberg (Nr. 49) wurde bereits in der Fundamentalinventarisation Beschreibende Darstellung der älteren Bau- und Kunstdenkmäler des Königreichs Sachsen, Heft 26: Die Kunstdenkmäler von Dresdens Umgebung, Theil 2: Amtshauptmannschaft Dresden-Neustadt von 1904 des Kunsthistorikers Cornelius Gurlitt beschrieben: „Weitere Weinberggrundstücke; Schulstrasse 51 (S. 157)“: „In der Einfriedungsmauer eine Rundbogenthüre, einfach abgefast. Oben bez. 1660. Das Wohnhaus wurde zu Ende des 19. Jahrhunderts umgebaut, die Raumeintheilung verändert, ein Stock aufgesetzt und der Dachaufbau in anderer Gestalt durchgeführt.“

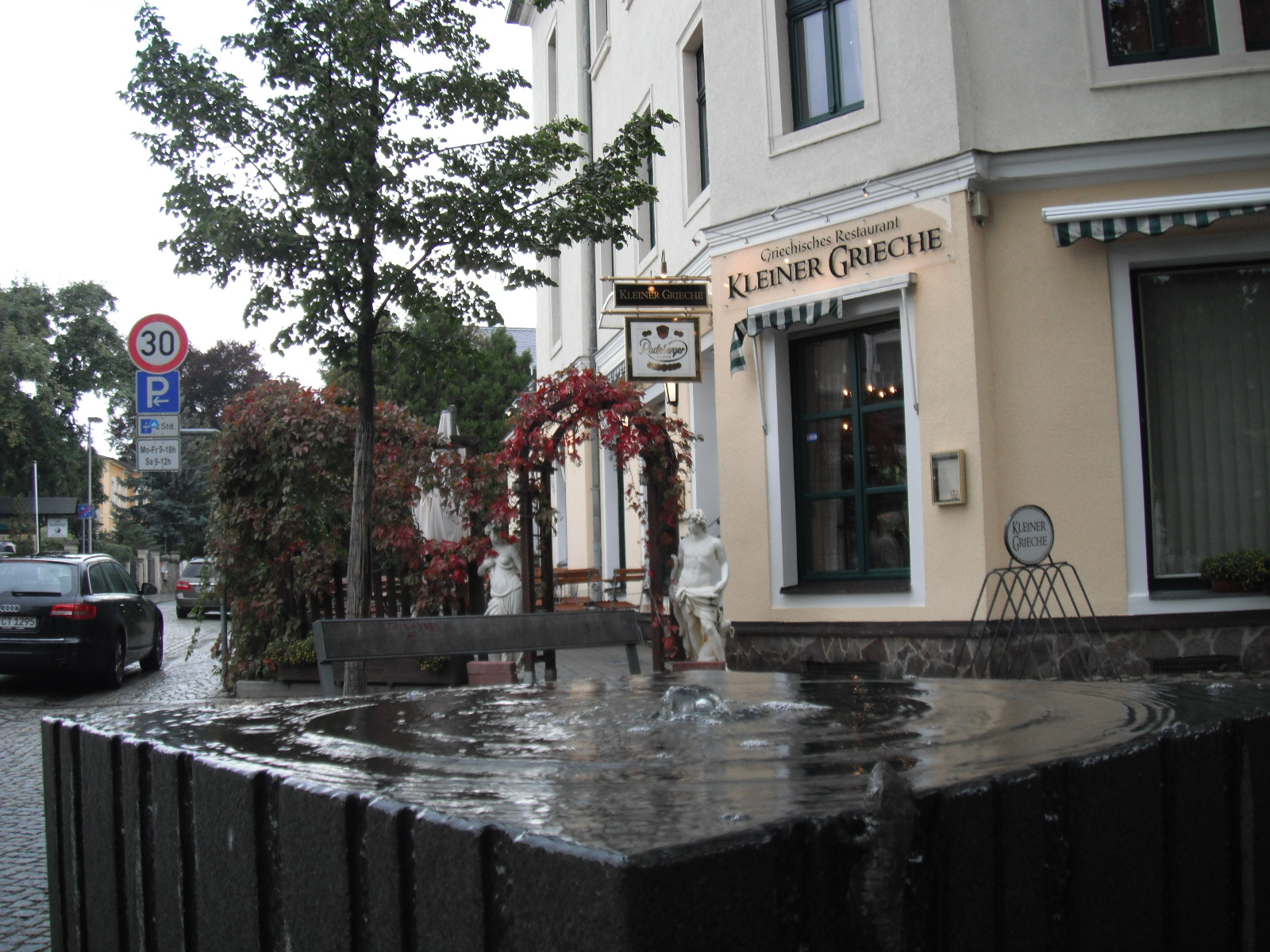
Eidechsenbrunnen vor der Hauptstraße 20, links die Eduard-Bilz-Straße
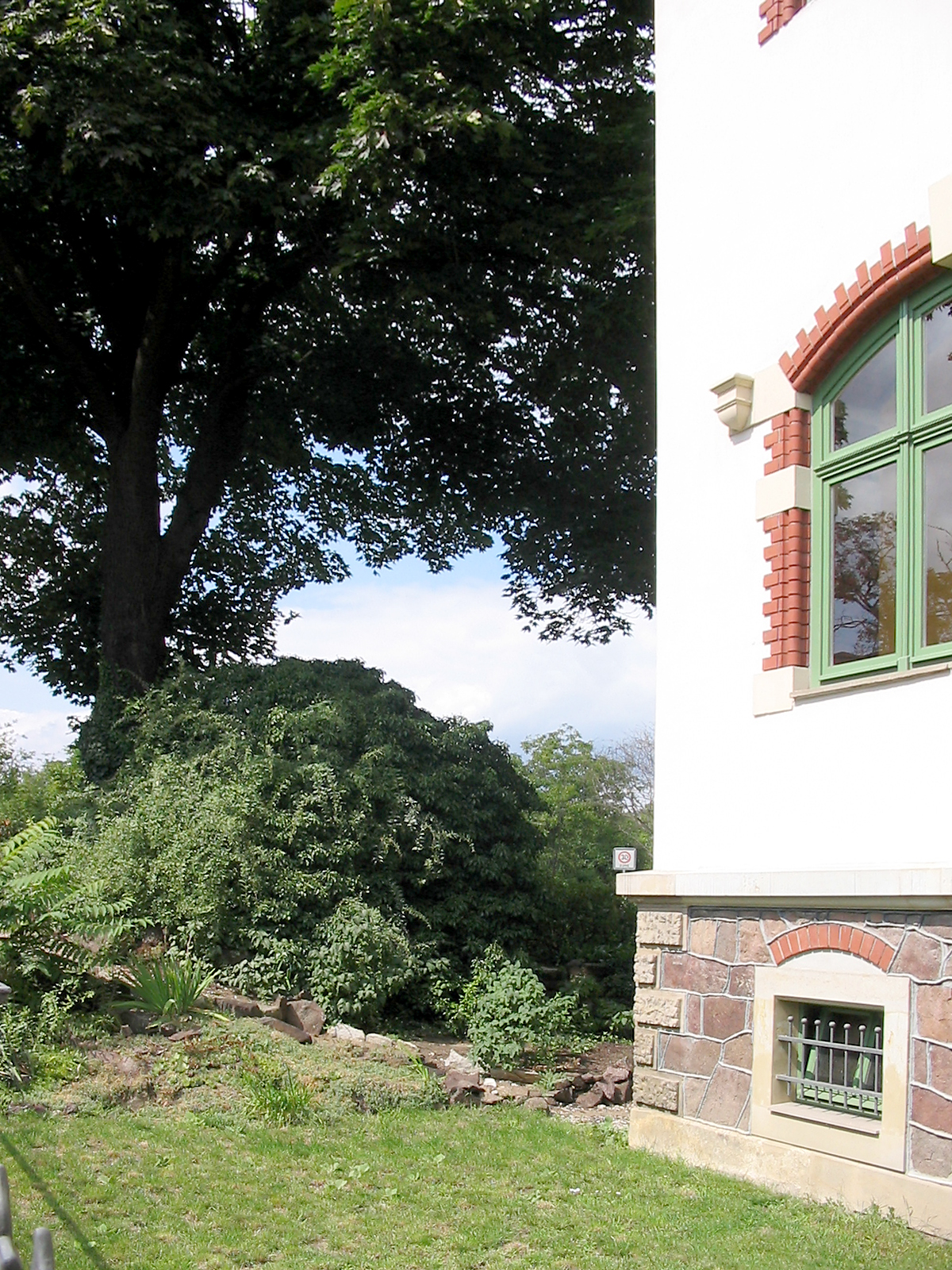
Grotte der Meißner Straße 96, links verläuft die Eduard-Bilz-Straße
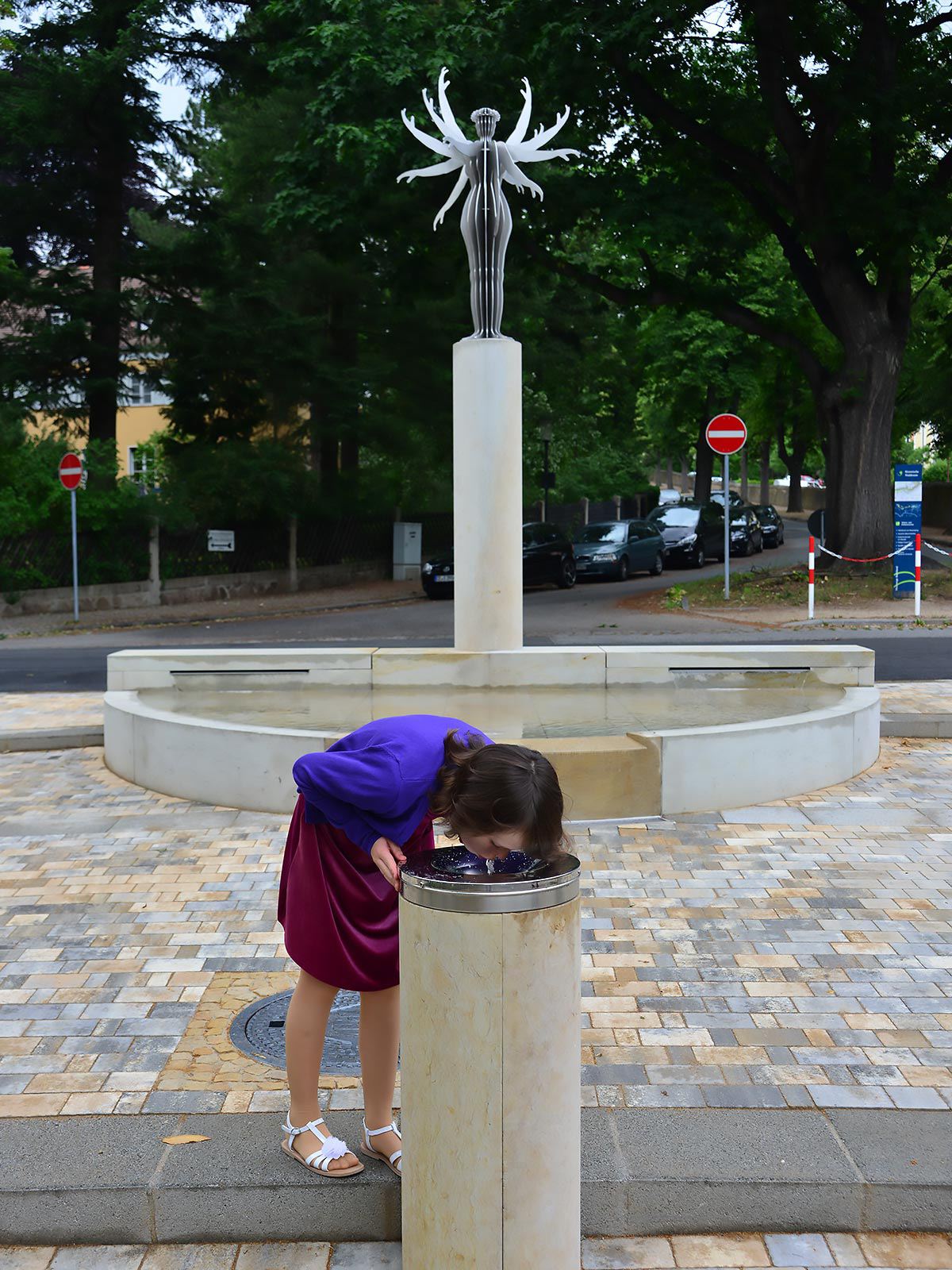
Trinkbrunnen vor Bilz’ Nymphe auf dem Eduard-Bilz-Platz
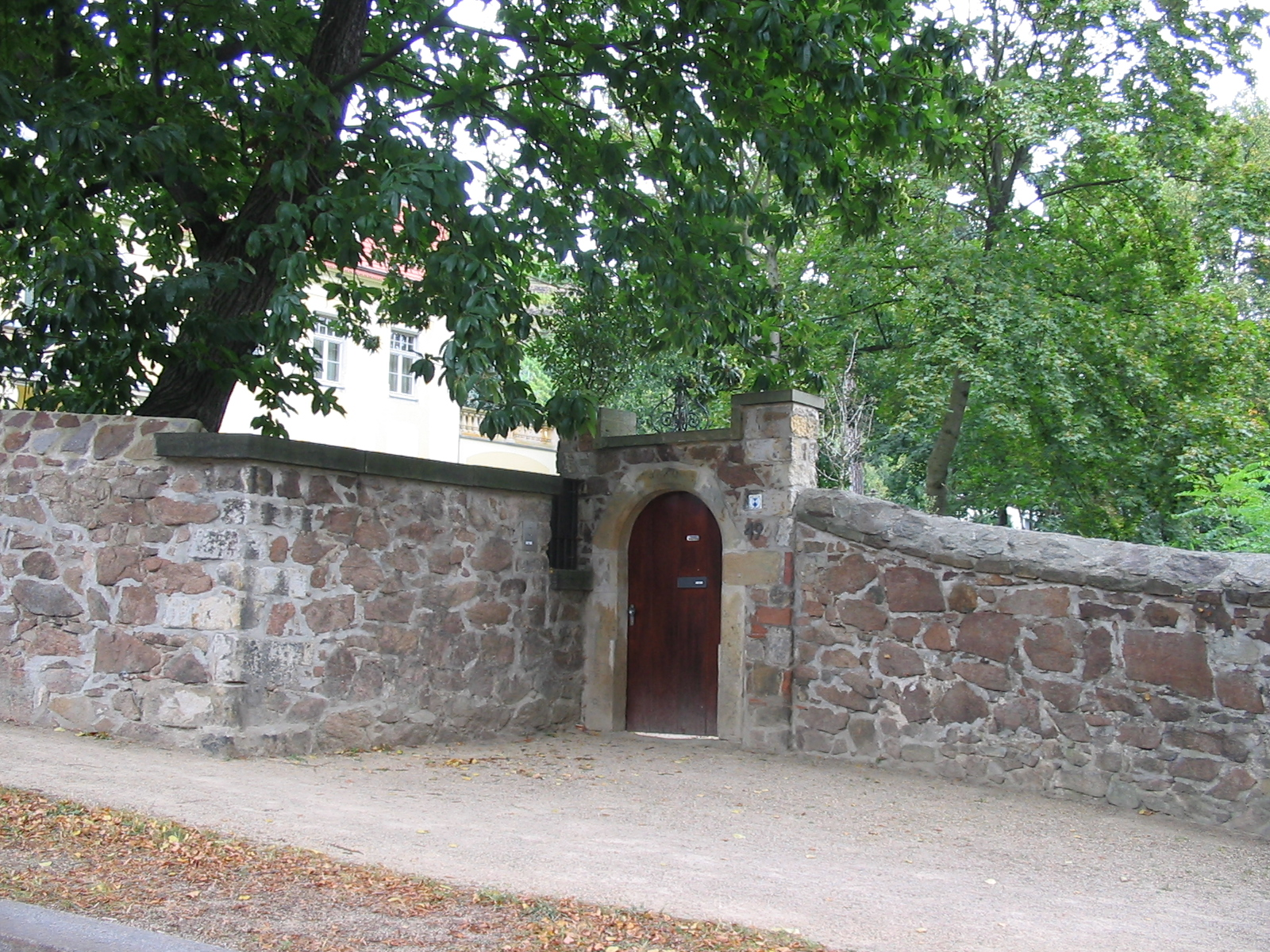
Pforte von Haus Albertsberg, bezeichnet 1660
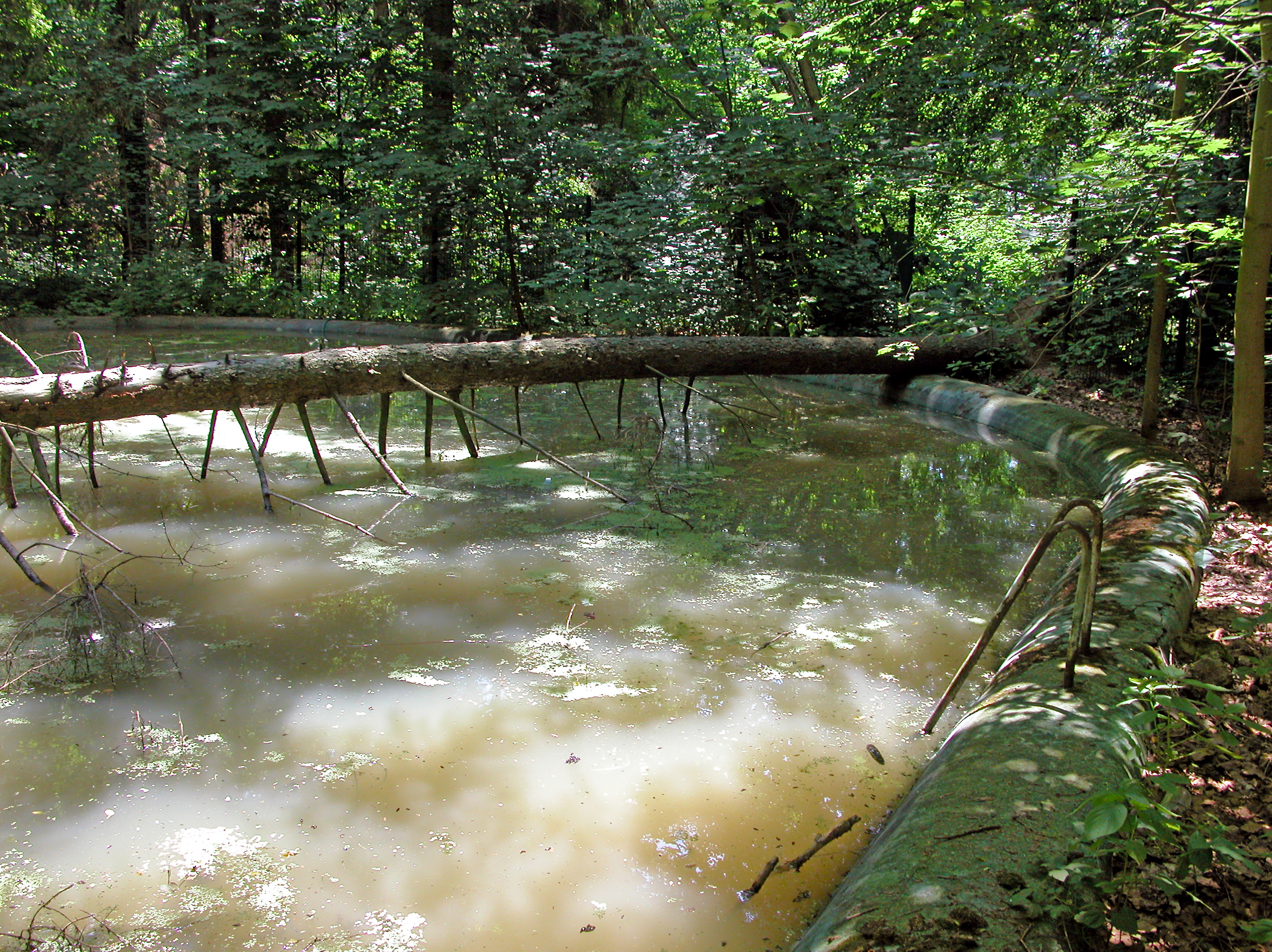
Ehemaliges Freibad des Bilzsanatoriums am oberen Ende der Eduard-Bilz-Straße

## Namensgebung
Der von sorbisch strega („Rinne“, „Graben“) abgeleitete Name des Kerbtals bzw. des hindurchführenden Bergaufstiegs wurde im Mittelalter als strakken bzw. strokken dokumentiert. Im 16. Jahrhundert erschien dann die auch noch heute gültige Form Straken. Er bildete den historischen Verbindungsweg von Alt-Radebeul über Wahnsdorf nach Reichenberg.
Im 19. Jahrhundert wurde der Weg als Strakenweg bezeichnet. 1876 erfolgte die Benennung des auf der Grenze zwischen Alt-Radebeul und Serkowitz verlaufenden Straßenstücks als Grenzstraße. 1888 wurde auf Alt-Radebeuler Flur südlich der Meißner Straße die Lutherstraße gewidmet. 1903 erfolgte nördlich und südlich der Meißner Straße die Benennung der ausgebauten Straßenstücke als Gabelsberger Straße; nach der Eingemeindung von Serkowitz nach Alt-Radebeul 1905 wurde auch das Serkowitzer Straßenstück in Gabelsberger Straße umgewidmet. Die Gebrüder Ziller benannten das 1905 von ihnen ausgebaute Straßenstück auf Oberlößnitzer Flur (vom Alvslebenplatz bis zum heutigen Eduard-Bilz-Platz) Sophienstraße, während das nördlich davon verlaufende Teilstück bis zur Ortsgrenze Wahnsdorf den Namen Strakenstraße erhielt.
Von 1935, dem Zeitpunkt der Fusion zwischen Radebeul und Kötzschenbroda, bis 1945 wurden die Gabelsberger Straße und die nördliche Verlängerung Sophienstraße zum Straken zusammengeführt. Die in Kötzschenbroda-Oberort liegende Waldstraße (seit 1926) wurde 1935 als Eduard-Bilz-Straße gewidmet; sie erhielt 1945 den Namen August-Kaden-Straße.
Im Jahr 1945 erfolgte die Widmung des heutigen Namens Eduard-Bilz-Straße zu Ehren des verstorbenen ortsansässigen Naturheilkundlers und Lebensreformers Friedrich Eduard Bilz. Dessen Bilz-Sanatorium befand sich am Fuße der Berggasse Straken, die Adresse war Eduard-Bilz-Straße 53  (heute Nrn. 53/55/55a/55b/57).

## Anwohner
- Alt-Radebeul: Emil Heinrich Otto Müller (Nr. 7), Albert Patitz (Nr. 9)
- Oberlößnitz: Hanns Max Hackenberger (Nr. 35), Hedwig von Schreibershofen (Nr. 36), Georg Vitzthum von Eckstädt (Nr. 37), Magdalene Kreßner (Nr. 42), Richard Müller (Nr. 46)

Marie Ziller, die Ehefrau von Gustav Ziller und als Witwe zeitweilige Inhaberin der Baufirma „Gebrüder Ziller“, wuchs bei ihren Eltern in der Nr. 34 auf.
Eduard Bilz, Ewald Bilz, Max Alfred Bilz, Eugen Bilfinger arbeiteten oder wohnten im Bilzsanatorium.